# Perseguição aos testemunhas de jeová
As Testemunhas de Jeová foram um dos grupos religiosos mais perseguidos ao longo do século XX.    A oposição a este grupo religioso, espalhado pelos vários continentes, ainda permanece viva em cerca de três dezenas de países, onde as suas atividades estão banidas oficialmente e vários dos seus membros estão encarcerados. A perseguição movida contra as Testemunhas, mesmo em países considerados democráticos, tem tomado muitas formas distintas, desde a intolerância na família, na escola, no emprego e na sociedade em geral. 

## Intolerância por motivos religiosos
A perseguição ou intolerância religiosa sempre existiu, no decorrer da História. Do ponto de vista de um dos mais antigos e conceituados livros sagrados, a Bíblia, o que motivou Caim a assassinar Abel foram as diferenças religiosas. Caim não gostou de Deus ter aprovado o sacrifício oferecido por Abel e de não ter encarado com favor o seu. Caim ficou irado, e, por fim, assassinou seu irmão, conforme relatado em Génesis 4:3-8. Visto que a Bíblia apresenta estes personagens como os primeiros filhos do primeiro casal, Adão e Eva, alguns têm considerado este relato como o primeiro episódio histórico de intolerância religiosa.
No decorrer dos séculos, as principais religiões têm entrado em conflitos umas às outras, principalmente por causa de discordâncias doutrinárias. Muitos católicos, protestantes, hindus,muçulmanos, judeus,  adventistas, batistas, mórmons e outros, em nome da ortodoxia, da verdade infalível, e da salvação da alma, justificam a perseguição, assassínio e intolerância de outros. Para as Testemunhas de Jeová isto por si só caracterizaria que essas religiões são falsas. Em alguns países, os regimes políticos foram manobrados pelas religiões dominantes para conseguir o silêncio ou mesmo a eliminação de grupos religiosos minoritários. Em outros casos, a política anti-religiosa ou anti-clerical, tal como o comunismo mais radical, tem negado os direitos religiosos dos seus cidadãos.

## Motivos para a oposição às Testemunhas de Jeová
Ao longo da sua curta história, as suas crenças, doutrinas e práticas religiosas têm sido alvo de várias críticas. Isto tem atraído a atenção de muitos opositores.
As Testemunhas de Jeová têm enfrentado opressão e perseguição por parte de alguns governos totalitários, sendo inclusivamente um dos grupos visados pelo regime Nazi e pelos regimes comunistas. De acordo com o historiador alemão e especialista em história europeia Robert Gerwarth, as testemunhas de Jeová foram o único grupo perseguido pelo Terceiro Reich em razão apenas de sua fé. (diferente dos judeus que eram definidos pelos nazistas como uma "raça".)
Durante os últimos cem anos, muitos governos, incluindo os chamados democráticos, baniram as suas atividades, alguns chegando mesmo a prender ou a executar os seus membros. As acusações resultavam especialmente da sua neutralidade quanto aos assuntos políticos ou militares,(visto que são propagadoras do Governo Divino, à teocracía) ou pela instigação de líderes religiosos. Até o dia de hoje, existem algumas Testemunhas de Jeová presas por motivos religiosos bem como vários países onde as suas atividades estão sob proscrição governamental. Em todos os países elas tentam estabelecer o direito à objeção de consciência solicitando a isenção do serviço militar, rejeitam participar em cerimónias patrióticas e nacionalistas, tais como a saudação à bandeira ou cantar o hino nacional.
A opinião crítica que difundem abertamente de não fazerem parte de qualquer movimento ecuménico e o empenho num proselitismo considerado "agressivo", acabou por suscitar uma forte oposição por parte dessas religiões contra elas. Visto que algumas religiões possuíam forte influência política, as autoridades governamentais foram muitas vezes instigadas a proscrever, banir ou confiscar as propriedades e publicações da Sociedade Torre de Vigia, o instrumento legal usado pelas Testemunhas para estabelecer as suas atividades, bem como a perseguir, prender ou deportar as próprias Testemunhas, incluindo mulheres e crianças. Este tipo de perseguição movida por grupos religiosos ainda acontece no Século XXI, em alguns países do mundo.
Outros problemas que enfrentaram envolviam o que elas consideram ser o direito de divulgar a sua mensagem de uma forma pessoal e direta, visitando as casas dos seus vizinhos. Outros colocaram objeções legais à forma como a sua obra é financiada tentando obrigá-las a pagar impostos sobre a produção e distribuição de literatura ou sobre as contribuições recebidas de forma anónima e voluntária.
Baseando-se na sua própria interpretação da Bíblia sobre o uso do sangue, entendem que as transfusões de sangue lhes são proibidas por Deus. Isso originou conflitos com a classe médica e autoridades judiciárias, colocando diversos desafios éticos, cirúrgicos e jurídicos. No entanto, um esforço concertado de esclarecimento da classe médica bem como da opinião pública conduziu a uma melhor compreensão da sua posição, sendo que algumas poucas entidades chegam mesmo a defender a posição que elas adotam.

## Entre os grupos mais perseguidos

"Triângulos roxos" - "Testemunhas de Jeová"

Durante o Século XX e XXI, as Testemunhas de Jeová são consideradas como um dos grupos religiosos mais perseguidos por todas as vertentes do poder, seja religioso, seja político. Além de esta afirmação ser várias vezes mencionada de forma frequente nas suas publicações, outras fontes também se referem a esta oposição. Sobre isto, o editor da United Church Observer, que se assume como uma das mais antigas e respeitadas revistas religiosas do Canadá, escreveu:
"Não é sempre que os representantes da religião organizada se erguem a favor das Testemunhas de Jeová. No entanto, são um grupo corajoso e, provavelmente, aguentaram mais perseguição por menos ofensas do que qualquer outro grupo religioso do mundo. [...] O registo histórico das Testemunhas na Alemanha nazi foi um dos mais corajosos do mundo. Não ouvimos falar muito sobre o modo em que fizeram face a Hitler. [...] Nenhuma outra organização religiosa permaneceu tão firme e sofreu tanto em proporção ao seu tamanho."
"São intransigentes na sua resistência aos regimes totalitários e às ditaduras militares. Em Cuba, Fidel Castro conseguiu organizar as coisas com os outros grupos religiosos, mas não sabe o que fazer com as Testemunhas de Jeová. Em Malawi, bem como em muitos outros estados africanos, elas poderiam ser e são  cidadãos bons, de boa moral e produtivos, se um governo tolo não tentasse obrigá-las a fazer o que creem que não devem fazer — afiliar-se a um partido e votar." 
A perseguição a este grupo religioso, espalhado pelos vários continentes, ainda permanece viva em quase três dezenas de países, onde as suas atividades estão banidas oficialmente e vários dos seus membros estão encarcerados. Segundo as Testemunhas, a perseguição movida contra elas, mesmo em países considerados democráticos, tem tomado muitas formas distintas, desde a intolerância na família, na escola, no emprego e na sociedade em geral.

### Histórico de perseguição em alguns países
Pelos motivos atrás expostos, raros foram os países onde as Testemunhas não enfrentaram períodos de perseguição intensa. Alistam-se apenas alguns dos mais notáveis.

### Brasil
Entre 1940 e 1947 no Brasil, meio aos governos de Getúlio Vargas e Eurico Gaspar Dutra, à Segunda Guerra Mundial e ao início da Guerra Fria, a Sociedade Torre de Vigia de Bíblias e Tratados teve suas publicações confiscadas, membros presos e seu registro de atividades de Associação jurídica proscrito no país. Sob alegações diversas e contraditórias, as Testemunhas de Jeová foram acusadas de propagandear o nazismo, o fascismo, o anarquismo e o comunismo.
Em outubro de 2007 o site da Universidade de São Paulo, publicou um artigo acadêmico, contendo  uma tese de mestrado com o título: A torre sob vigia: as Testemunhas de Jeová em São Paulo (1930-1954). Esta tese tem o objetivo de analisar a ação das Testemunhas de Jeová em São Paulo, entre os anos de 1930 e 1954.
O trabalho foi muito bem pesquisado e está balizado em documentos da época, acessados pelo autor tanto em órgãos públicos quanto no museu histórico da Associação Torre de Vigia em Cesário Lange, SP.
A dissertação busca perceber até que ponto a perseguição policial e judicial empreendida contra essa organização religiosa, que contava com menos de 1000 adeptos até 1947, encontrava eco no estreitamento de interesses entre a Igreja Católica e o Estado brasileiro.
Durante a ditadura militar os Testemunhas de Jeová foram vigiadas, interrogadas e punidas por se recusarem ao alistamento militar e a não idolatria dos símbolos nacionais. Em acervos do Arquivo Nacional, há dezenas de documentos antes confidenciais da ditadura sobre as Testemunhas de Jeová, boa parte deles escritos na década de 1970. O historiador Grimaldo Zachariadhes, coordenador do Núcleo de Estudos Sobre o Regime Militar (NERM), conta que, no período, as Testemunhas de Jeová foram vigiadas, seus líderes foram interrogados e seus filhos passaram por constrangimentos nas escolas, às vezes até mesmo chegando a ter a matrícula impedida.

#### Estados Unidos da América
Em Abril de 1917, os Estados Unidos declararam guerra à Alemanha, tornando-se participantes da Primeira Guerra Mundial. O Império Britânico, incluindo o Canadá, já estava envolvido nessa guerra. Segundo as publicações da Sociedade Torre de Vigia, esta combinação de eventos, junto com alguns parágrafos do sétimo e último volume da série "Estudos das Escrituras", intitulado O Mistério Consumado publicado pela Sociedade Torre de Vigia, deram ao clero a oportunidade que esperavam para tentar eliminar esta Sociedade bíblica. Um tribunal distrital em Nova Iorque, expediu uma ordem de prisão contra Joseph Franklin Rutherford, o segundo presidente da Sociedade, e mais sete dos seus colaboradores. Foram acusados de cometer:
"A ofensa de ilícita, delituosa e deliberadamente causar ou tentar causar a insubordinação, a deslealdade e a recusa de servir nas forças militares e navais dos Estados Unidos da América, [pela] distribuição e divulgação pública, por todos os Estados Unidos da América, de certo livro chamado "Volume VII - Estudos das Escrituras - O Mistério Consumado."
No meio da febre de guerra e de inflamado patriotismo, os oito acusados foram submetidos a um julgamento que acabou na condenação de sete deles a quatro termos concorrentes de 20 anos de prisão. O oitavo acusado foi sentenciado a 10 anos. Visto que se interpôs recurso contra a sentença, solicitou-se liberdade sob fiança. Tal pedido foi recusado. Depois de nove meses na penitenciária de Atlanta, os diretores e dirigentes da Sociedade foram finalmente soltos sob fiança e libertos das suas acusações.
Devido à sua recusa de saudar a bandeira, as Testemunhas foram duramente perseguidas nas décadas de 30 e 40 do Século XX. A questão chegou ao Suprema Corte dos EUA, e, em 1940, por 8 votos contra 1, o recurso interposto pelas Testemunhas foi recusado. No entanto, os comentários da imprensa foram altamente favoráveis. Cento e setenta e um destacados jornais americanos condenaram prontamente o acórdão, sendo que apenas um punhado deles o aprovou. A saudação compulsória à bandeira nas escolas resultou na expulsão de muitos estudantes que eram Testemunhas de Jeová. No entanto, as Testemunhas prepararam-se para prover educação secular para os seus filhos. Já em 1935 isto era feito pela abertura de "Escolas do Reino" particulares. Nestas aulas, professoras habilitadas dentre as Testemunhas de Jeová devotaram seu tempo e energia em instruir as crianças das Testemunhas que foram expulsas da escolas públicas. As próprias Testemunhas organizaram e financiaram estas escolas particulares em vários lugares.
De início não se mantinham estatísticas, mas, em 1933, efetuaram-se 268 prisões relatadas através dos Estados Unidos. Em 1936, o número aumentara para 1.149. Muitas vezes, as Testemunhas de Jeová eram classificadas de pedintes ou vendedores, ao invés de proclamadores do evangelho. Em 17 de maio de 1936, 176 Testemunhas foram detidas por pregarem em en:La Grange e foram encarceradas. No dia seguinte, as mulheres foram soltas, mas 76 homens ficaram presos catorze dias na Prisão e Campo de Detenção do Condado de en:Troup, a cerca de 6 quilômetros fora da cidade. Os detidos ali eram presos submetidos a trabalhos forçados, acorrentados uns aos outros, trabalhando nas estradas desde o nascer até o por do sol. Apesar de sua inocência, estas Testemunhas usavam uniforme de presidiário, duas pessoas tinham de partilhar o mesmo cobertor durante as noites de frio, e fizeram trabalho forçados nas ruas e em outras partes.
No seu livro The Court and the Constitution (O Supremo Tribunal e a Constituição, 1987), o Professor Archibald Cox, antigo promotor do caso Watergate, escreveu:
"As principais vítimas da perseguição religiosa nos Estados Unidos no século XX foram as Testemunhas de Jeová. Começaram a atrair a atenção e provocar a repressão na década de 1930, quando seu proselitismo e seus números aumentaram rapidamente. Baseando-se na sua suposta revelação Divina, da Bíblia, elas se puseram de pé nas esquinas das ruas e fizeram visitas de casa em casa, oferecendo tratados da Sociedade Torre de Vigia de Bíblias e Tratados e pregando que o maligno triunvirato das igrejas organizadas, do comércio e do Estado, são os instrumentos de Satanás."
Referindo-se à perseguição nas décadas de 1930 e de 1940, o professor Cox refere no seu livro acima mencionado:
"A perseguição contra as Testemunhas aumentou. Em algumas localidades, notadamente no Texas, algumas turbas atacaram as Testemunhas, devido à sua recusa de saudar a bandeira, e estas foram, algumas vezes, tidas como 'agentes nazis'. [Numa vila do Estado de Illinois,] a inteira população passou a atacar cerca de sessenta Testemunhas. Na maior parte, a polícia ficou parada ou participou ativamente nisso."
Referindo-se aos cerca de trinta processos envolvendo Testemunhas de Jeová que foram tratados pela Suprema Corte dos EUA no período de cinco anos, entre 1938 e 1943, um artigo no jornal USA Today, exortou:
"Antes de fechar a porta às Testemunhas de Jeová, pare para pensar na vergonhosa perseguição que sofreram não muito tempo atrás, bem como na enorme contribuição que fizeram para as liberdades da Primeira Emenda que todos usufruímos. As Testemunhas questionaram tão frequentemente aspetos básicos da Primeira Emenda, que o juiz Harlan Fiske Stone escreveu: 'As Testemunhas de Jeová deviam receber uma verba pela ajuda que dão em solucionar problemas legais relacionados com as liberdades civis.' [...] Todas as religiões devem agradecer às Testemunhas de Jeová pela expansão da liberdade religiosa."

#### Canadá
Em 12 de fevereiro de 1918 o governo do Canadá proscreveu a Sociedade Torre de Vigia. Um despacho noticioso explicava:
"O Secretário de Estado, segundo os postulados da censura à imprensa, expediu autorizações proibindo a posse, no Canadá, de várias publicações, entre as quais se acha o livro publicado pela International Bible Students Association [Associação Internacional dos Estudantes da Bíblia, nome da filial da Sociedade Torre de Vigia no Canadá], intitulado "Estudos das Escrituras — O Mistério Consumado". A posse de quaisquer livros proibidos torna o possuidor sujeito a uma multa que não ultrapasse 5.000 dólares canadianos e cinco anos de prisão."

#### Espanha
A perseguição movida contra as Testemunhas de Jeová na Espanha católica, no período de 1950 a 1970, levou a que homens, mulheres e crianças fossem caçados, multados e presos, apenas por estudarem a Bíblia na intimidade dos seus lares. Centenas de rapazes passaram cada um, mais de dez anos numa prisão militar, por manterem neutralidade quanto à participação no serviço militar.
Um destacado advogado espanhol, Martín-Retortillo, escreveu:
"Qualquer pessoa que estudar dez anos de Jurisprudência, e observar as sanções governamentais por razões de perturbação da ordem pública que influem na conduta religiosa, ficará surpresa de constatar o seguinte facto: É que, em quase todos os casos considerados, os envolvidos são membros de apenas um grupo religioso, as Testemunhas de Jeová."

#### Malawi
Após a independência do Malawi e sob o regime de partido único liderado por Kamuzu Banda, todos os cidadãos eram obrigados a portar um cartão de filiação partidária. Isto violava o conceito de neutralidade política das Testemunhas que, coerentemente, se negavam a adquiri-lo. A situação chegou a um ponto crítico em Setembro de 1967, durante a convenção anual do partido do governo, o Partido do Congresso de Malawi. Uma das resoluções aprovadas ali declarava:
"Recomendamos fortemente que a denominação Testemunhas de Jeová seja declarada ilegal neste país. Ela põe em perigo a estabilidade da paz e do sossego, essencial para a suave operação do Estado."
Na sequência desta deliberação, os missionários estrangeiros foram deportados e iniciou-se uma onda de violência contra as Testemunhas e as suas propriedades. Salões do Reino, casas, celeiros e estabelecimentos comerciais de Testemunhas de Jeová, em todas as partes do país, foram destruídos. Em alguns lugares, os agressores chegavam de caminhão para levar os bens das Testemunhas. De todo o Malawi recebia-se notícias de espancamentos. Foram muitos os relatórios de violação ou estupro, mutilação e espancamento de mulheres. Idosas, jovens e até algumas grávidas eram submetidas a tais suplícios cruéis. Algumas abortaram devido aos maus-tratos. Milhares foram forçados a fugir de suas aldeias e muitos se refugiaram no mato. Outros se exilaram temporariamente no vizinho Moçambique. Em fins de Novembro de 1967, vários milhares estavam presos e pelo menos cinco pessoas haviam morrido.
No entanto, a situação piorou dramaticamente em 1972 quando, durante sua convenção anual, o Partido do Congresso do Malawi adotou algumas duras resoluções, entre as quais a exigência de que todas as Testemunhas de Jeová fossem despedidas dos seus empregos. Outra resolução adotada no congresso declarava que "todas as Testemunhas de Jeová que moravam nas aldeias deviam ser expulsas de lá". Milhares de casas foram queimadas ou derrubadas. As suas plantações foram destruídas e o seu gado foi morto. Foram proibidas de tirar água dos poços das aldeias. Perderam literalmente tudo o que possuíam numa onda de saques que varreu o país. Membros de movimentos jovens comandavam a onda de perseguição, a mais intensa e brutal até então. Organizando-se em bandos de doze a cem pessoas, percorriam as aldeias à procura de Testemunhas de Jeová. Os ataques selvagens ceifaram muitas vidas. Novamente, muitas mulheres foram abusadas sexualmente várias vezes por delegados do partido. Com a ameaça do genocídio, as Testemunhas de Jeová iniciaram um êxodo em massa, em Outubro de 1972. Milhares fugiram para Zâmbia, a oeste.
As Testemunhas foram colocadas em campos de refugiados em Sinda Misale, localizado numa região triangular onde as fronteiras de Malawi, Moçambique e Zâmbia se encontram. Devido à falta de saneamento, as doenças se espalharam rapidamente. Em pouco tempo, mais de 350 pessoas, muitas delas crianças, haviam morrido. As notícias da difícil situação dos refugiados logo chegaram aos irmãos de outros países. Moçambique também era facilmente acessível do oeste de Malawi, entre as cidades de Dedza e Ntcheu. Os campos do Carico, próximos de Mlangeni, tornaram-se o lar de uns 34.000 homens, mulheres e crianças. No entanto, pouco tempo depois as autoridades zambianas e a Frelimo em Moçambique, obrigaram estes refugiados a voltarem para o Malawi onde a intolerância não tinha diminuído. Congregações inteiras das Testemunhas de Jeová foram lançadas em centros de detenção que operavam de uma maneira que evocava os campos de concentração nazis. Em vários casos, crianças e bebés foram separados dos pais, sendo que muitas ficaram sem ninguém para as sustentar. Em janeiro de 1976, já havia mais de 5000 homens e mulheres em prisões e campos em todo o país.
Durante a década de 1980, do Século XX, a oposição diminuiu a intensidade mas isso não impediu que centenas de Testemunhas fossem ajuntadas às que já estavam presas, devido à sua continuada obra de evangelização. Finalmente, em 12 de Agosto de 1993, a proscrição, que durou quase 26 anos, finalmente terminou.
Em 1967, antes da proscrição, cerca de 18000 publicadores estavam ativamente associados com as congregações. 26 anos depois relatavam-se mais de 30000. O Anuário das Testemunhas de Jeová de 2006, menciona que no ano transato existiam 65700 publicadores das Testemunhas de Jeová no Malawi.

#### Portugal
As Testemunhas de Jeová foram a minoria religiosa que mais sofreu com a ação persecutória movido pela PIDE e pelas autoridades do Estado Novo, especialmente entre 1961 e 1974[carece de fontes?]. Muitas dezenas foram presas e sofreram torturas, especialmente pela sua posição de neutralidade quanto à Guerra Colonial Portuguesa.

## Protecções Religiosas nos Estados Unidos
Nos Estados Unidos, muitos casos judiciais nos anos de 1930 e 1940 do Século XX, envolvendo Testemunhas de Jeová, ajudaram a dar forma à Lei da Primeira Emenda, abrindo precedentes na interpretação desta lei fundamental americana. O mesmo tem vindo a suceder na União Europeia e em outros países. Alguns casos levaram à afirmação de direitos importantes da cidadania, tanto com benefícios para elas como para a população em geral. Entre eles estão:
- Direito a não jurar lealdade absoluta ao Estado (apenas relativa) e a não apoiar ideais nacionalistas;
- Não ser obrigatório o saudar a bandeira nacional ou cantar o hino em cerimônias patrióticas (mas respeitando os símbolos nacionais);
- Direito à objeção de consciência por razões religiosas;
- Direito à recusa de prestar serviço militar, combatente ou não-combatente, por razões religiosas;
- Direito à pregação em público e de distribuir publicações religiosas, sem necessitar de uma autorização ou licença como pré-condição;
- Direito à isenção fiscal sobre o seu património imóvel em virtude da Sociedade Torre de Vigia de Bíblias e Tratados e suas congéneres, serem sociedades inteiramente religiosas e sem fins lucrativos.

### Sites oficiais das Testemunhas de Jeová
- (em português) - Site oficial das Testemunhas de Jeová
- (em português) - Tradução do Novo Mundo das Escrituras Sagradas Bíblia on-line

### Outras ligações de interesse
- (em inglês) - Forum 18 - Notícias de repressão religiosa
- (em inglês) - Guia dos professores - sobre o Holocausto
- (em inglês) - Museu do Holocausto em Washington - Seção reservada às Testemunhas de Jeová
- (em português) - Triângulos Roxos - As vítimas esquecidas do Nazismo